# Havliv
Liv i havet, også kaldet marint liv, er en samlet betegnelse for de planter, dyr og andre organismer, der lever i saltvandet i havet, eller i ferskvandet i flodmundinger ved kysten. Liv i havet påvirker planetens natur på et fundamentalt niveau. Marine organismer producerer ilt og opsuger kulstof. Kystlinjerne er delvist formet af, og beskyttet af, liv i havet, og nogle marine organismer hjælper sågar til at skabe nyt land. Ordet marint kommer fra Latin mare, der betyder hav eller ocean.
| Biologi | Spire Denne artikel om biologi er en spire som bør udbygges. Du er velkommen til at hjælpe Wikipedia ved at udvide den. |